# Чистобаев, Анатолий Иванович
Анато́лий Ива́нович Чистоба́ев (род. 27 декабря 1940, с. Польцо, Калининская область) — советский и российский географ, экономико-географ, почетный профессор Санкт-Петербургского государственного университета, заслуженный деятель науки РФ. Доктор географических наук, профессор. 

## Биография
Анатолий Иванович Чистобаев родился 27 декабря 1940 года в селе Польцо Кесово-горского (ныне — Бежецкого) района Тверской области.
В 1963 г. — окончил географический факультет Ленинградского государственного университета;
В 1963—1973 гг. — работал лаборантом, научным сотрудником, заведующим сектором размещения производства Коми филиала АН СССР;
В 1972 г. защитил кандидатскую диссертацию на тему «Проблемы развития и рационализации транспортно-экономических связей Европейского Севера»;
В 1973—1980 гг. — Заведующий сектором, заведующий отделом территориального планирования Северо-Западного филиала Центрального экономического НИИ при Госплане РСФСР;
В 1980—1986 гг. — профессор кафедры экономической и социальной географии ЛГУ;
В 1981 г. — защита докторской диссертации на тему «Развитие экономических районов СССР: теория и методы прогнозирования»;
В 1984 г. присуждена ученая степень профессора.
В 1986—2007 гг. — директор НИИ географии ЛГУ (СПбГУ).
В 1999 г. присуждено почетное звание Заслуженного деятеля науки Российской Федерации.
С 2007 г. по настоящее время — профессор кафедры региональной политики и политической географии Института наук о Земле СПбГУ.
С 2010 г. по настоящее время — председатель Санкт-Петербургского регионального отделения Ассоциации российских географов-обществоведов.
В 2016 г. присвоено звание Заслуженного профессора Санкт-Петербургского государственного университета.
Является действительным членом Русского географического общества, Российской экологической академии, Петровской академии наук и искусств, Академии геополитических проблем, а также почетным профессором Смоленского Гуманитарного Университета (СГУ). Член Ученого совета СПбГУ и РГО, Научного совета по фундаментальным проблемам географии при Президиуме РАН, Научного совета «Экология и природные ресурсы» при Президиуме СПб НЦ РАН.
Член редакционных коллегий и научных советов ряда журналов, среди них «Вестник Санкт-Петербургского университета. Науки о Земле», «Региональные исследования» и другие.

## Вклад в науку
Чистобаев А.И. является видным ученым в области экономической, социальной, политической и рекреационной географии, создателем учений о проблемно-программном районировании и программно-целевом управлении развитием регионов, структурно-системном прогнозировании регионального развития, теоретических основ регионоведения, региональной политики и регионального управления. В последние годы разрабатывает теоретико-методологические вопросы в областях геоэкологии, экономики природопользования.
Основные научные достижения ученого:
1. Выявление закономерностей формирования транспортной сети в регионах нового освоения.
2. Разработка методологии прогнозирования грузопотоков, рационализации перевозок грузов в процессе углубления специализации региональной экономики.
3. Создание учения о проблемном районировании и территориально-производственном комплексообразовании в условиях освоения регионов Российского Севера.
4. Разработка методологии проблемно-программного подхода к исследованию регионов разных типов и иерархических уровней.
5. Предложен механизм разработки и реализации целевых комплексных программ на уровне регионов-субъектов Российской Федерации.
6. Предложены два подхода к разработке прогнозов социально-экономического и экологического развития регионов — генетический и нормативно-целевой.
7. Создана системно-структурная модель комплексного регионального прогнозирования.
8. Раскрыта сущность регионоведения как области междисциплинарного научного знания, объекта и предмета исследования.
9. Дано теоретическое обоснование понятий, целей и задач региональной политики государства как сферы деятельности по управлению политическим, экономическим, социальным и экологическим развитием страны в пространственном аспекте, обеспечения взаимодействия Центра и регионов, а также регионов между собой.
10. Обоснованы концептуальные положения решения экологических проблем регионального уровня, предложена система индикаторов устойчивого развития регионов.
11. Созданы теоретико-методологические основы оценки воздействия проектируемых объектов на окружающую среду (ОВОС), применительно к конкретным природным и социально-экономическим условиям регионов (мир и Россия).

## Список научных трудов
Автор более 400 научных работ, в том числе более 30 книг, 3 учебников для вузов; некоторые его труды изданы за рубежом.
Учебники:
- Основы региональной политики: Учебник для студентов высш. пед. учеб. заведений. — СПб., 1998. — 659 с. (в соавт. с Ю. Н. Гладким).
- Регионоведение: учебник для студентов ВУЗов. — М.: Гардарики, 2000. — 382 с. (в соавт. с Ю. Н. Гладким) (переизд. — 2003 г., 2016 г.).

Монографии и брошюры:
- Город Сыктывкар — столица Коми АССР. — Л., 1969. — 26 с. (в соавт. с Н. А. Жиловой).
- Экономика Коми АССР на новом этапе. — Сыктывкар, 1971. — 41 с. (в соавт. с А. А. Загинайко).
- Транспортно-экономические связи европейского Севера-Востока. — М.: Наука, 1974. — 168 с.
- Северо-Запад СССР в десятой пятилетке. — Л., 1977. — 36 с. (в соавт. с Н. Т. Агафоновым).
- Северо-Запад СССР в одиннадцатой пятилетке. — Л., 1982. — 16 с. (в соавт. с Л. П. Альтманом).
- Развитие экономических районов: Теория и методы исследования. — Л.: Наука, 1980. — 128 с.
- Территориальные комплексные программы. — Л.: Изд-во ЛГУ, 1984. — 229 с. (в соавт. с Ю. Н. Баженовым).
- От проблемы — к цели: Горизонты комплексных программ. — М.: Мысль, 1987. — 239 с. (в соавт. с Ю. Н. Баженовым).
- Ленинград. — М.: Мысль, 1990. — 271 с. (в соавт. с В. С. Кулибановым).
- Экономическая и социальная география: Новый этап. — Л., 1990. — 319 с. (в соавт. с М. Д. Шарыгиным).
- Методологические основы разработки экологической программы Санкт-Петербурга и Северо-Запада России. — СПб., 1996. — 112 с. (в соавт. с С. А. Рафиковым, Т. М. Флоринской).
- Развитие природоохранной отрасли городского хозяйства Санкт-Петербурга. — СПб., 1996. — 96 с. (в соавт. с В. К. Донченко, Т. М. Флоринской).
- Судьбы рек, или Уроки жизни [Научно-популярные очерки]. — СПб., 1996. — 89 с. (переизд. — 2001 г., 111 с.)
- Северо-Запад России: тернистый путь к рынку. — СПб., 2002. — 354 с. (в соавт. с Ф. Ф. Рыбаковым, К. В. Шкондой).
- Этнологи, опередившие время: (К 90-летию Л. Н. Гумилева и 50-летию К. П. Иванова). — СПб., 2002. — 134 с.
- Географы-экономисты: судьбы и наследие учёных. — Тюмень: Вектор-Бук, 2003. — 76 с.
- Концепция устойчивого развития и «местная» повестка дня. — СПб., 2003. — 480 с. (в соавт., коллектив авторов).
- Борис Семевский — потомок дворянского рода. — Смоленск, 2007. — 248 с.
- Территориальное планирование на уровне субъектов России. — СПб, 2010. — 296 с. (в соавт. с О. В. Красовской, С. В. Скатерщиковым).
- Влияние нефтегазодобычи на социально-экологическую среду Обского Севера. — СПб: ВВМ, 2011. — 310 с. (в соавт. с А. Ю. Солодовниковым).
- Медицинская география и здоровье населения: эволюция знания. Монография – СПб.: СПб НЦ РАН, СПбГУ. – Издательство «Европейский Дом», 2015. – 252 с. (в соавт. с З.А. Семеновой).

Статьи:
- СССР-Финляндия: формы и география сотрудничества // География, политика и культура. — Л., 1990. — С. 148—159.
- Социально-географическое пространство и его организация // Биполярная территориальная система Москвы — Санкт-Петербурга: методологические подходы к изучению. — М., 1993. — С.29-41.
- Высокоскоростная магистраль Санкт-Петербург — Москва и социальная среда межстоличного пространства // Известия РАН. Серия географическая. — 1997. — № 4. — С.76-83.
- Сельская местность Северо-Запада России: особенности и проблемы аграрной реформы // Известия РГО. — 1997. — Т.129. Вып. 4. — С. 34-41. (в соавт. с В. М. Сорочкиным, О. В. Петиной)
- Устойчивое развитие: глобальный контекст и местная специфика // Известия РГО. — 2001. — Т.133. Вып. 4. — С. 22-27.
- Оценка воздействия проектируемых объектов на окружающую среду: состояние и проблемы // Известия Русского географического общества. — 2005. — Т. 137. № 5. — С. 2-11. (в соавт. с А. Ю. Солодовниковым).
- Приграничное положение территории как фактор региональной политики // Теория и практика эколого-географических исследований. — СПб., 2005. — С. 412—419. (в соавт. с Т. П. Захаровой)
- Территориальные социально-экономические системы и региональное развитие // Вестник Санкт-Петербургского университета. Серия 7: Геология, география. — 2006. — № 1. — С. 80-89. (в соавт. с Л. Ю. Мажар)
- Объектно-предметная и функциональная сущность общественной географии // Вестник Санкт-Петербургского университета. Серия 7: Геология, география. — 2007. — № 1. — С. 88-92. (в соавт. с М. Д. Шарыгиным).
- Владимир Михайлович Четыркин — теоретик проблемного районирования // Известия Русского географического общества. — 2008. — Т. 140. № 5. — С. 1-8.
- Территориальное планирование Вологодской области: подходы и выбор решений // Известия Русского географического общества. — 2008. — Т. 140. № 6. — С. 8-14. (в соавт. с С. В. Скатерщиковым).
- Брянская область: особенности и стратегии развития. Планировочные решения // Управление развитием территории. — 2009. — № 1
- Социально-экономическая адаптация вынужденных переселенцев и беженцев в Воронежской области // Вестник Санкт-Петербургского университета. Серия 7: Геология, география. — 2009. — № 2. — С. 66-73. (в соавт. с Н. И. Кузьменко).
- Управление развитием территории в СССР и современной России: опыт и проблемы // Территориальное планирование: новые функции, опыт, проблемы, решения: Сб. ст. / Под ред. А. И. Чистобаева. — СПб., 2009. — С.7-16.
- Экологическая функция леса и её учёт в территориальном планировании // Территориальное планирование: новые функции, опыт, проблемы, решения: Сб. ст. / Под ред. А. И. Чистобаева. — СПб., 2009. — С.180-187. (в соавт. с В. Г. Равич-Пиглевским)
- Экономическая география в системе наук: новый взгляд на проблему // Теория социально-экономической географии: современное состояние и перспективы развития / Под ред. А. Г. Дружинина, В. Е. Шувалова: Материалы Международной научной конференции (Ростов-на-Дону, 4-8 мая 2010 г.). — Ростов н/Д: Изд-во ЮФУ, 2010. — С. 134—144.
- Деградация социально-экономического пространства сельской местности России: причины и последствия // Сжатие социально-экономического пространства: новое в теории регионального развития и практики его государственного регулирования. М: Эслан, 2010. — С. 145—153. (в соавт. с З. А. Семёновой).
- Экологические риски для населения индустриально развитого региона степной зоны (на примере Оренбургской области) // Региональная экология, 2010 г. № 4 (30). — С. 71-78. (в соавт. с З. А. Семёновой).
- Медицинская география: этапы становления на фоне мировых геополитических событий // Вестник Российского государственного университета И. Канта, 2011. Вып. 1. — С. 108—117. (в соавт. с З. А. Семёновой).
- Медико-географические работы в Российской империи: ретроспективный анализ, оценка с позиций современности // Региональные исследования, 2011 г. № 1 (31). — С. 53-59. (в соавт. с З. А. Семёновой).
- Особенности и проблемы организации сферы здравоохранения в условиях Сибири // География, история и геоэкология на службе науки и инновационного образования / Материалы Международной науч. практич. конф., посвященной Всемирному дню Земли. Красноярск, 2011 г. С. 54-55. (в соавт. с З. А. Семёновой).
- Мировые медико-географические научные школы: лидеры и достижения // География в школе, 2011 г. № 4. — С. 21-26. (в соавт. с З. А. Семёновой).
- Сопряженные с медицинской географией научные дисциплины: соподчинённость и взаимодействие // География в школе, 2011 г. № 6. — С. 21-25 (в соавт. с З. А. Семёновой).
- О достижениях отечественных и американских учёных в области экономической географии: продолжение дискуссии // Региональные исследования, 2013. — № 4 (42). — С. 122-127.
- Эволюция научных представлений о качестве жизни населения // Общество. Среда. Развитие (TERRAHUMANA), 2013. — № 3 (28). — С. 247 - 251.(в соавт. с З. А. Семёновой).
- Статистический метод в медико-географических исследованиях = Statistical method in medical-geographical research // Географический вестник, 2013. — № 1 (24). — P. 18-25.(в соавт. с З. А. Семёновой).
- Медико-географическое картографирование в бывшем СССР и современной России // Вестник Санкт-Петербургского Университета. Серия 7: Геология, География, 2013. — № 4. — С. 109-118. (в соавт. с З. А. Семёновой).
- La planificacion espacial en rusia: Estado, problemas, tareas de los geografos // Geografía socio-económica en la Rusia contemporánea: teoría, metodología, prioridades de desarrollo / Redactores científicos: J. M. Mateo Rodríguez y A. G. Druzhinin. Rosto. – 2015. – C. 229 – 239.
- Медико-географический анализ состояния и охраны здоровья населения в условиях российского Севера // Вестник АРГО. 2016. – №1 С. 110-119.(в соавт. с З. А. Семёновой).
- Медицинский туризм на фоне современных геополитических событий // Сборник работ международной практической конференции «Геополитические процессы в современном Евразийском пространстве. Баня Лука, 2017 г., с. 385-394.(в соавт. с З. А. Семёновой).